# Flaga Koru

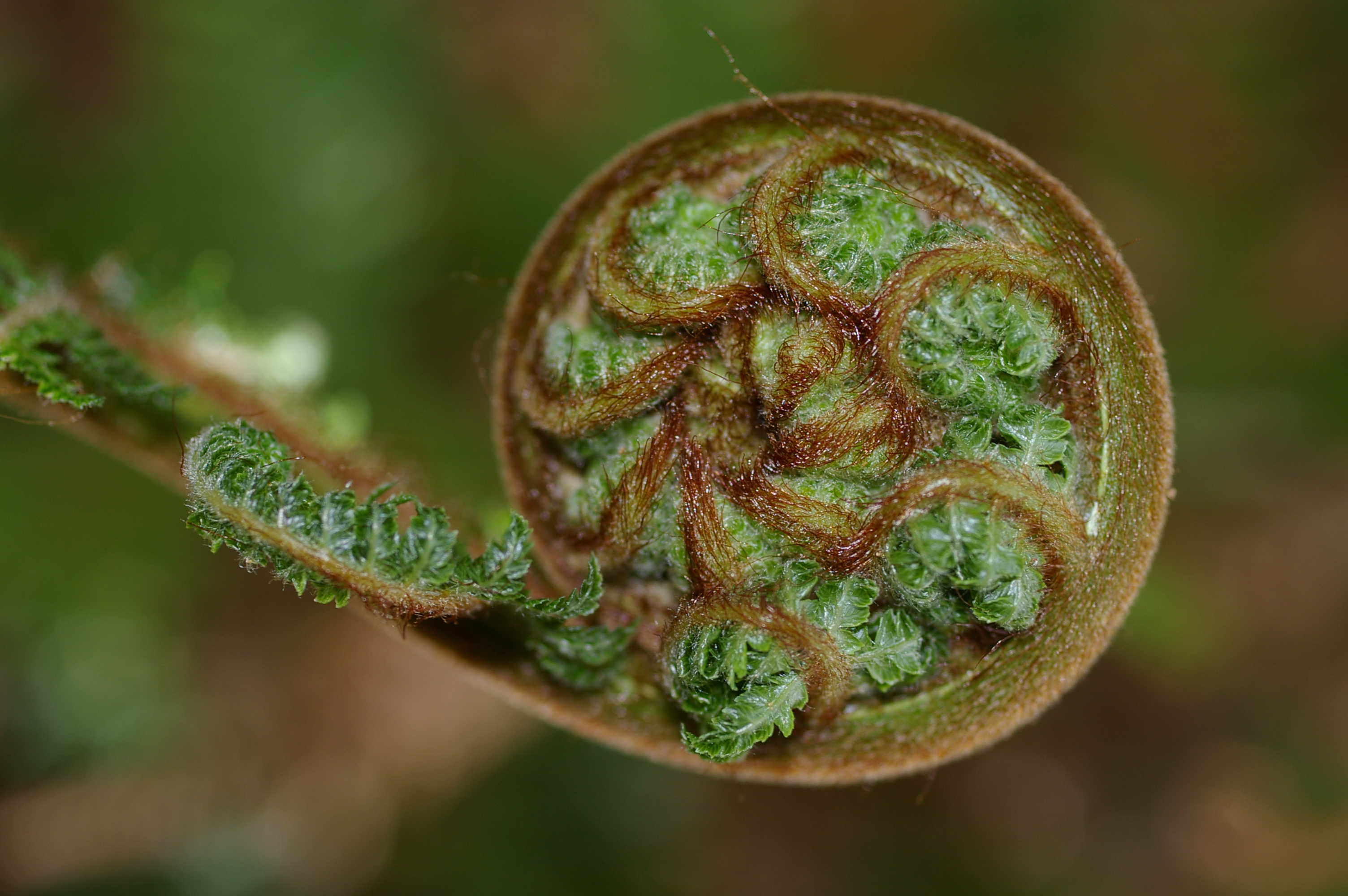
Skręcony liść paproci

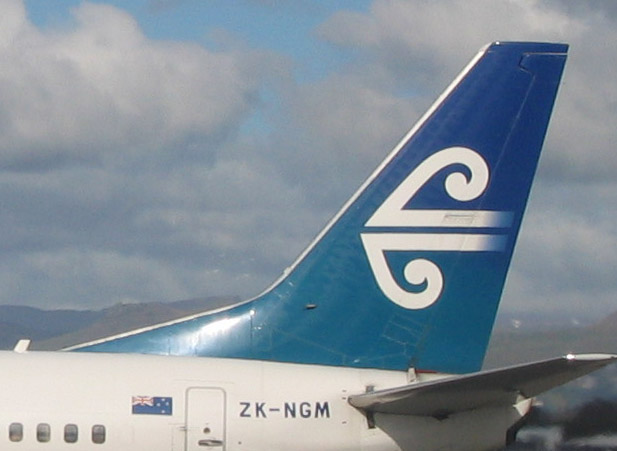
Koru w liniach lotniczych Nowej Zelandii

Flaga Koru – propozycja nowej flagi Nowej Zelandii, zaprojektowana przez Friedensreicha Hundertwassera w 1983 roku. Hundertwasser postrzegał również ten projekt jako symbol harmonii pomiędzy ludzkością a naturą.
Flaga ma czarny maszt po lewej stronie, ponieważ kolor czarny jest tradycyjnym kolorem Maorysów. Z całej szerokości masztu pojawia się zielony skręcony w spiralę liść paproci, który stopniowo zmniejsza się, dzieląc płaszczyznę flagi diagonalnie i tworząc na końcu spiralę po prawej stronie. To skręcenie liścia paproci jest oparte na wzorze maoryskim zwanym koru. Równocześnie pojawia się biała spirala, która nawiązuje do nazwy Nowej Zelandii w języku maoryskim: Aotearoa, czyli „Kraj długiej, białej chmury”.
Niektórzy Nowozelandczycy twierdzą, że ustanowiona w 1902 roku flaga Nowej Zelandii jest pozostałością brytyjskiego kolonializmu i nie reprezentuje ich kultury. Inni są zdania, że jest ona związana z historią ich kraju, który należał do Imperium Brytyjskiego, oraz przedstawia jego położenie na południowej półkuli.